# Saulkrasti kommun
Saulkrastu novads är en kommun i Lettland. Den ligger i den centrala delen av landet, 40 km nordost om huvudstaden Riga. Antalet invånare är 6 082. Arean är 48 kvadratkilometer. Saulkrastu novads gränsar till Ādaži kommun, Limbaži kommun, och Sigulda kommun.
Saulkrastu novads delas in i:
- Saulkrasti
- Saulkrastu pagasts

Följande samhällen finns i Saulkrastu novads:
- Saulkrasti